# Le Rouge et le Gris, Ernst Jünger dans la Grande Guerre
Pour plus de détails, voir Fiche technique et Distribution.
Le Rouge et le Gris, Ernst Jünger dans la Grande Guerre est un film documentaire français réalisé par François Lagarde et sorti en 2018.

## Synopsis
Le documentaire est construit à partir de plusieurs milliers de photographies prises dans l'Empire Allemand et rester inédites jusqu'alors.

## Fiche technique
- Titre : Le Rouge et le Gris, Ernst Jünger dans la Grande Guerre
- Réalisation : François Lagarde
- Scénario : François Lagarde, d'après le récit d'Ernst Jünger, Orages d'acier[1]
- Photographie : François Lagarde
- Son et musique : Jean-Luc Guionnet
- Mixage : Mikaël Barre
- Montage : Christine Baudillon
- Production : Baldanders Films
- Pays d'origine :  France
- Genre : Documentaire
- Durée : 208 minutes
- Date de sortie : 
  - France : 24 octobre 2018

## Distribution
- Hubertus Biermann (voix)

## Sélections
- 2017 : Festival international de cinéma de Marseille (hommage à François Lagarde[2])
- 2018 : Les Rendez-vous de l'histoire de Blois[3]